# Joseph Lyons
Joseph Aloysius Lyons (15. září 1879 Stanley – 7. dubna 1939 Sydney) byl australský politik, který v letech 1932–1939 zastával úřad premiéra.

## Život
Pocházel z nemajetné rodiny irských katolických farmářů (byl prvním předsedou vlády, jehož rodiče se narodili již na australské půdě). Pracoval jako učitel a od mládí se angažoval v Australské straně práce, za niž byl v roce 1909 zvolen do sněmovny státu Tasmánie. V roce 1914 labouristé vyhráli volby a Lyons byl v tasmánské vládě ministrem financí, vzdělání a železnic. Po prohraných volbách v roce 1916 se stal lídrem opozice. V letech 1923 až 1928 byl předsedou tasmánské vlády.
V roce 1929 byl zvolen poslancem Australského parlamentu za obvod Wilmot a ve federální vládě Jamese Scullina vedl ministerstva pošt a veřejných prací. Velká hospodářská krize se stala příčinou konfliktu uvnitř Australské strany práce; Lyons patřil k zastáncům snižování státních výdajů, kteří v lednu 1931 stranu opustili, spojili se s opoziční Nacionalistickou stranou a vytvořili Sjednocenou australskou stranu. Ta vyhrála parlamentní volby v prosinci 1931 a 6. ledna 1932 se Lyons ujal funkce jako v pořadí desátý předseda federální vlády. Ve volbách v letech 1934 a 1937 byl potvrzen v čele vlády, zastával také funkce ministra financí (1932–1935), obchodu (1932), zdravotnictví (1935–1936) a národní obrany (1937). Díky konzervativní finanční politice se mu podařilo uchránit zemi před inflační spirálou a svojí autoritou zabránil pokusu Západní Austrálie o vystoupení z federace v roce 1933. V zahraniční politice usiloval o těsnou spolupráci zemí Commonwealthu a byl stoupencem Chamberlainova appeasementu. Na Velký pátek roku 1939 podlehl infarktu a stal se tak prvním australským ministerským předsedou, který zemřel ve funkci.
Patřil k nejpopulárnějším australským premiérům, měl přezdívku „Poctivý Joe“ a pro svůj dobrácký výraz byl karikaturisty často zobrazován jako koala medvídkovitý. V roce 1936 obdržel Řád společníků cti, posmrtně po něm bylo pojmenováno předměstí Canberry Lyons. Jeho manželka Enid Lyonsová, s níž měl dvanáct dětí, se stala v roce 1943 první ženou zvolenou do australského parlamentu.